# 155. brigada HV
155. brigada Hrvatske vojske osnovana je 16. prosinca 1991. godine od vojnih obveznika s područja bivše općine Crikvenica, te općina Opatija, Senj i Rab. Pod zapovjedništvom Ivana Manestra djelovala je na ličkom ratištu, a u njenom sastavu bilo je 3 822 vojnika, 191 časnik i 193 dočasnika.
Prema statističkim podacima 11,5% ljudi od ukupnoga broja stanovništva tadašnje općine Crikvenica (činile su je sadašnje jedinice lokalne samouprave gradova Crikvenice, Novog Vinodolskog i Vinodolske općine) bilo je pripadnikom 155. brigade.